# Mistrzostwa Świata U-20 w Piłce Nożnej 2019
Mistrzostwa Świata do lat 20 w Piłce Nożnej 2019 – dwudziesty drugi turniej mistrzostw świata U-20 w piłce nożnej mężczyzn. Po raz pierwszy wydarzenie to rozgrywane było w Polsce. Rozpoczęło się 23 maja, a zakończyło 15 czerwca 2019 r.

## Wybór gospodarza
Proces wyboru gospodarza Mistrzostw Świata 2019 U-20 i Mistrzostw Świata 2019 U-17 został rozpoczęty przez FIFA w czerwcu 2017 roku. Federacje członkowskie FIFA mogły składać kandydatury na oba turnieje, lecz prawo ich zorganizowania mogły przypaść różnym państwom.

### Kraje kandydujące
Dwa kraje zadeklarowały, że złożyły oficjalne kandydatury na organizację turnieju.
- Indie[3]
- Polska[4]

16 marca 2018 r. w Bogocie, w Kolumbii po spotkaniu rady, FIFA ogłosiła Polskę gospodarzem turnieju.

## Zakwalifikowane zespoły
Do finałowego turnieju kwalifikowało się 24 drużyny. Oprócz Polski, która kwalifikowała się automatycznie jako gospodarz, 23 inne zespoły uzyskały kwalifikację poprzez sześć oddzielnych turniejów kontynentalnych.
| Konfederacja                                     | Turniej kwalifikacyjny                                   | Reprezentacja          | Ostatni występ w MŚ U-20 | Najlepszy wynik w MŚ U-20                               |
| ------------------------------------------------ | -------------------------------------------------------- | ---------------------- | ------------------------ | ------------------------------------------------------- |
| AFC (Azja)                                       | Mistrzostwa Azji U-19 w piłce nożnej 2018                | Katar U-20             | 2015                     | 2. miejsce (1981)                                       |
| AFC (Azja)                                       | Mistrzostwa Azji U-19 w piłce nożnej 2018                | Japonia U-20           | 2017                     | 2. miejsce (1999)                                       |
| AFC (Azja)                                       | Mistrzostwa Azji U-19 w piłce nożnej 2018                | Korea Południowa U-20  | 2017                     | 4. miejsce (1983)                                       |
| AFC (Azja)                                       | Mistrzostwa Azji U-19 w piłce nożnej 2018                | Arabia Saudyjska U-20  | 2017                     | 1/8 finału (2011, 2017)                                 |
| CAF (Afryka)                                     | Mistrzostwa Afryki U-20 w piłce nożnej 2019              | Senegal U-20           | 2017                     | 4. miejsce (2015)                                       |
| CAF (Afryka)                                     | Mistrzostwa Afryki U-20 w piłce nożnej 2019              | Nigeria U-20           | 2015                     | 2. miejsce (1989, 2005)                                 |
| CAF (Afryka)                                     | Mistrzostwa Afryki U-20 w piłce nożnej 2019              | Południowa Afryka U-20 | 2017                     | 1/8 finału (2009)                                       |
| CAF (Afryka)                                     | Mistrzostwa Afryki U-20 w piłce nożnej 2019              | Mali U-20              | 2015                     | 3. miejsce (1999, 2015)                                 |
| CONCACAF (Ameryka Centralna, Północna i Karaiby) | Mistrzostwa Ameryki Północnej U-20 w piłce nożnej 2019   | Honduras U-20          | 2017                     | Faza grupowa (1977, 1995, 1999, 2005, 2009, 2015, 2017) |
| CONCACAF (Ameryka Centralna, Północna i Karaiby) | Mistrzostwa Ameryki Północnej U-20 w piłce nożnej 2019   | Meksyk U-20            | 2017                     | 2. miejsce (1977)                                       |
| CONCACAF (Ameryka Centralna, Północna i Karaiby) | Mistrzostwa Ameryki Północnej U-20 w piłce nożnej 2019   | Panama U-20            | 2015                     | Faza grupowa (2003, 2005, 2007, 2011, 2015)             |
| CONCACAF (Ameryka Centralna, Północna i Karaiby) | Mistrzostwa Ameryki Północnej U-20 w piłce nożnej 2019   | Stany Zjednoczone U-20 | 2017                     | 4. miejsce (1989)                                       |
| CONMEBOL (America Południowa)                    | Mistrzostwa Ameryki Południowej U-20 w piłce nożnej 2019 | Argentyna U-20         | 2017                     | Mistrzostwo (1979, 1995, 1997, 2001, 2005, 2007)        |
| CONMEBOL (America Południowa)                    | Mistrzostwa Ameryki Południowej U-20 w piłce nożnej 2019 | Urugwaj U-20           | 2017                     | 2. miejsce (1997, 2013)                                 |
| CONMEBOL (America Południowa)                    | Mistrzostwa Ameryki Południowej U-20 w piłce nożnej 2019 | Ekwador U-20           | 2017                     | 1/8 finału (2001, 2011)                                 |
| CONMEBOL (America Południowa)                    | Mistrzostwa Ameryki Południowej U-20 w piłce nożnej 2019 | Kolumbia U-20          | 2015                     | 3. miejsce (2013)                                       |
| OFC (Oceania)                                    | Mistrzostwa Oceanii U-19 w Piłce Nożnej 2018             | Nowa Zelandia U-20     | 2017                     | 1/8 finału (2015, 2017)                                 |
| OFC (Oceania)                                    | Mistrzostwa Oceanii U-19 w Piłce Nożnej 2018             | Tahiti U-20            | 2009                     | Faza grupowa (2009)                                     |
| UEFA (Europa)                                    | Gospodarz                                                | Polska U-20            | 2007                     | 3. miejsce (1983)                                       |
| UEFA (Europa)                                    | Mistrzostwa Europy U-19 w Piłce Nożnej 2018              | Włochy U-20            | 2017                     | 3. miejsce (2017)                                       |
| UEFA (Europa)                                    | Mistrzostwa Europy U-19 w Piłce Nożnej 2018              | Portugalia U-20        | 2017                     | Mistrzostwo (1989, 1991)                                |
| UEFA (Europa)                                    | Mistrzostwa Europy U-19 w Piłce Nożnej 2018              | Ukraina U-20           | 2015                     | 1/8 finału (2001, 2005, 2015)                           |
| UEFA (Europa)                                    | Mistrzostwa Europy U-19 w Piłce Nożnej 2018              | Francja U-20           | 2017                     | Mistrzostwo (2013)                                      |
| UEFA (Europa)                                    | Mistrzostwa Europy U-19 w Piłce Nożnej 2018              | Norwegia U-20          | 1993                     | Faza grupowa (1989, 1993)                               |

## Miasta i stadiony
Bydgoszcz, Gdynia, Łódź, Lublin, Bielsko-Biała i Tychy to szóstka miast wybrana na gospodarzy turnieju. Mecz otwarcia i finał odbyły się na stadionie Widzewa w Łodzi. Przedstawiciele Polskiego Związku Piłki Nożnej deklarują chęć zorganizowania mistrzostw w 12 miastach. 30 maja 2018 roku FIFA podjęła decyzję o odebraniu prawa organizacji Mistrzostw Lubinowi, ze względu na niewystarczającą bazę noclegową w mieście. 14 września 2018 oficjalnie poinformowano, że szóstym miastem współorganizującym imprezę będzie Bielsko-Biała.
| Bielsko-Biała                               | Bydgoszcz                           | Gdynia                    |
| ------------------------------------------- | ----------------------------------- | ------------------------- |
| Stadion Miejski w Bielsku-Białej            | Stadion im. Zdzisława Krzyszkowiaka | Stadion Miejski w Gdyni   |
| Pojemność: 15 076                           | Pojemność: 20 247                   | Pojemność: 15 139         |
|                                             |                                     |                           |
| BydgoszczGdyniaŁódźLublinTychyBielsko-Biała |                                     |                           |
| Łódź                                        | Lublin                              | Tychy                     |
| Stadion Widzewa Łódź                        | Arena Lublin                        | Stadion Miejski w Tychach |
| Pojemność: 18 008                           | Pojemność: 15 500                   | Pojemność: 15 300         |
|                                             |                                     |                           |

## Sędziowie
Do prowadzenia meczów wyznaczono 21 trójek sędziowskich, sześciu sędziów rezerwowych oraz 20 wideo asystentów.
| Konfederacja | Sędziowie                 | Asystenci                                    | Rezerwowi sędziowie       | Wideo asystenci |
| ------------ | ------------------------- | -------------------------------------------- | ------------------------- | --- |
| AFC          | Ahmed Al-Kaf              | Abu Bakar Al-Amri Rashid Al-Ghaithi          | Ilgiz Tantashev           | Ammar Al-Jeneibi Khamis Al-Marri Fu Ming                                                                                        |
| AFC          | Muhammad Bin Jahari       | Min Klat Koh Abdul Hannan Hashim             | Ilgiz Tantashev           | Ammar Al-Jeneibi Khamis Al-Marri Fu Ming                                                                                        |
| AFC          | Adham Makhadmeh           | Ahmad Al-Roralle Mohammad Al-Kalaf           | Ilgiz Tantashev           | Ammar Al-Jeneibi Khamis Al-Marri Fu Ming                                                                                        |
| CAF          | Mustapha Ghorbal          | Mahmoud Ahmed Kamel Mokrane Gourari          | Pacifique Ndabihawenimana | Bakary Gassama Gehad Grisha Bamlak Tessema Weyesa                                                                               |
| CAF          | Magutte Ndiaye            | Elvis Moupue Seydou Tiama                    | Pacifique Ndabihawenimana | Bakary Gassama Gehad Grisha Bamlak Tessema Weyesa                                                                               |
| CAF          | Ndala Ngambo              | Olivier Safari Soulaimane Amaldine           | Pacifique Ndabihawenimana | Bakary Gassama Gehad Grisha Bamlak Tessema Weyesa                                                                               |
| CONCACAF     | Ismail Elfath             | Kyle Atkins Corey Parker                     | Ivan Barton               | Adonai Escobedo Alan Kelly |
| CONCACAF     | Fernando Guerrero Ramírez | Pablo Hermández José Martinez                | Ivan Barton               | Adonai Escobedo Alan Kelly |
| CONCACAF     | Héctor Martínez           | Walter Lopez Helpys Feliz                    | Ivan Barton               | Adonai Escobedo Alan Kelly |
| CONMEBOL     | Raphael Claus             | Carlos Astroza Christian Schiemann           | Joel Alarcón              | Julio Bascuñán Andrés Rojas Wilton Sampaio Jesús Valenzuela Gery Vargas                                                         |
| CONMEBOL     | Leodán González           | Richrd Trinidad Martin Soppi                 | Joel Alarcón              | Julio Bascuñán Andrés Rojas Wilton Sampaio Jesús Valenzuela Gery Vargas                                                         |
| CONMEBOL     | Alexis Herrera            | Jorge Urrego Tulio Moreno                    | Joel Alarcón              | Julio Bascuñán Andrés Rojas Wilton Sampaio Jesús Valenzuela Gery Vargas                                                         |
| CONMEBOL     | Fernando Rapallini        | Diego Bonfa Gabriel Charde                   | Joel Alarcón              | Julio Bascuñán Andrés Rojas Wilton Sampaio Jesús Valenzuela Gery Vargas                                                         |
| OFC          | Abdelkader Zitouni        | Folio Moeaki Bernard Mutukera                | David Yareboinen          | – |
| UEFA         | Benoît Bastien            | Hicham Zakrani Frederic Haquette             | Sandro Schärer            | Artur Soares Dias Marco Guida Alejandro Hernández Hernández Juan Martínez Munuera Benoît Millot Paweł Raczkowski Pol van Boekel |
| UEFA         | Jesus Gil Manzano         | Angel Nevado Rodriguez Diego Barbero Sevilla | Sandro Schärer            | Artur Soares Dias Marco Guida Alejandro Hernández Hernández Juan Martínez Munuera Benoît Millot Paweł Raczkowski Pol van Boekel |
| UEFA         | Ivan Kružliak             | Tomaš Somoláni Branislav Hancko              | Sandro Schärer            | Artur Soares Dias Marco Guida Alejandro Hernández Hernández Juan Martínez Munuera Benoît Millot Paweł Raczkowski Pol van Boekel |
| UEFA         | Davide Massa              | Filippo Meli Fabiano Preti                   | Sandro Schärer            | Artur Soares Dias Marco Guida Alejandro Hernández Hernández Juan Martínez Munuera Benoît Millot Paweł Raczkowski Pol van Boekel |
| UEFA         | Michael Oliver            | Simon Bennett Stuart Burt                    | Sandro Schärer            | Artur Soares Dias Marco Guida Alejandro Hernández Hernández Juan Martínez Munuera Benoît Millot Paweł Raczkowski Pol van Boekel |
| UEFA         | Daniel Siebert            | Jan Seidel Rafael Foltyn                     | Sandro Schärer            | Artur Soares Dias Marco Guida Alejandro Hernández Hernández Juan Martínez Munuera Benoît Millot Paweł Raczkowski Pol van Boekel |
| UEFA         | Slavko Vinčić             | Tomaž Klančnik Andraž Kovačič                | Sandro Schärer            | Artur Soares Dias Marco Guida Alejandro Hernández Hernández Juan Martínez Munuera Benoît Millot Paweł Raczkowski Pol van Boekel |

## Losowanie
Losowanie grup turnieju finałowego odbyło się 24 lutego 2019 w Gdyni. 24 drużyny podzielono na 4 koszyki na podstawie wyników z pięciu ostatnich Mistrzostw Świata do lat 20. Reprezentacje rozlosowano do sześciu grup po cztery drużyny. Zespoły z tych samych konfederacji nie mogły trafić do jednej grupy.
| Koszyk 1                                                                                         | Koszyk 2                                                                                  | Koszyk 3                                                                                  | Koszyk 4                                                                             |
| ------------------------------------------------------------------------------------------------ | ----------------------------------------------------------------------------------------- | ----------------------------------------------------------------------------------------- | ------------------------------------------------------------------------------------ |
| Polska U-20 (gr. A) Portugalia U-20 Urugwaj U-20 Francja U-20 Stany Zjednoczone U-20 Meksyk U-20 | Mali U-20 Nigeria U-20 Nowa Zelandia U-20 Kolumbia U-20 Korea Południowa U-20 Włochy U-20 | Arabia Saudyjska U-20 Senegal U-20 Argentyna U-20 Ekwador U-20 Ukraina U-20 Honduras U-20 | Japonia U-20 Południowa Afryka U-20 Panama U-20 Norwegia U-20 Katar U-20 Tahiti U-20 |

## Faza grupowa
Terminarz meczów został wydany 14 grudnia 2018 roku. Czas rozpoczęcia meczu według czasu lokalnego CEST (UTC + 2).
Legenda
|  | Bezpośredni awans do fazy pucharowej.                                                                    |
|  | Awans do fazy pucharowej, jako jedna z czterech najlepszych drużyn zajmujących trzecie miejsce w grupie. |
|  | Odpadnięcie z turnieju.                                                                                  |

Gdy drużyny mają tyle samo punktów, o kolejności w tabeli decyduje:
1. różnica bramek;
2. gole zdobyte;
3. punkty zdobyte w meczach pomiędzy danymi drużynami;
4. różnica bramek w meczach pomiędzy danymi drużynami;
5. zdobyte bramki w meczach pomiędzy danymi drużynami;
6. punkty fair play;
7. losowanie miejsc przez komitet organizacyjny.

### Grupa A
| Zespół        | Pkt | M | W | R | P | Br+ | Br- | +/- |
| ------------- | --- | - | - | - | - | --- | --- | --- |
| Senegal U-20  | 7   | 3 | 2 | 1 | 0 | 5   | 0   | +5  |
| Kolumbia U-20 | 6   | 3 | 2 | 0 | 1 | 8   | 2   | +6  |
| Polska U-20   | 4   | 3 | 1 | 1 | 1 | 5   | 2   | +3  |
| Tahiti U-20   | 0   | 3 | 0 | 0 | 3 | 0   | 14  | -14 |

| 23 maja 2019 18:00 | Tahiti U-20 | 0:3(0:2)Raport | Senegal U-20 · 1', 29', 50' Sagna | Arena Lublin, Lublin Widzów: 4 661 Sędzia: Muhammad Bin Jahari |
|                    |             |                |                                   |                                                                |

| 23 maja 2019 20:30 | Polska U-20 | 0:2(0:1)Raport | Kolumbia U-20 · 23' Angulo · 90+3' Sandoval | Stadion Widzewa Łódź, Łódź Widzów: 17 463 Sędzia: Mustapha Ghorbal |
|                    |             |                |                                             |                                                                    |

| 26 maja 2019 18:00 | Senegal U-20 · Niane 34' (k.) · Lopy 85' (k.) | 2:0(1:0)Raport | Kolumbia U-20 | Arena Lublin, Lublin Widzów: 10 450 Sędzia: Michael Oliver |
|                    |                                               |                |               |                                                            |

| 26 maja 2019 20:30 | Polska U-20 · Bednarczyk 18' · Zylla 37' · Steczyk 39', 61' · Benedyczak 74' | 5:0(3:0)Raport | Tahiti U-20 | Stadion Widzewa Łódź, Łódź Widzów: 15 894 Sędzia: Ahmed Al-Kaf |
|                    |                                                                              |                |             |                                                                |

| 29 maja 2019 20:30 | Kolumbia U-20 · Sinisterra 8', 37' · Hernández 38', 42', 70' · Caicedo 87' | 6:0(4:0)Raport | Tahiti U-20 | Arena Lublin, Lublin Widzów: 4 693 Sędzia: Daniel Siebert |
|                    |                                                                            |                |             |                                                           |

| 29 maja 2019 20:30 | Senegal U-20 | 0:0Raport | Polska U-20 | Stadion Widzewa Łódź, Łódź Widzów: 15 829 Sędzia: Raphael Claus |
|                    |              |           |             |                                                                 |

### Grupa B
| Zespół       | Pkt | M | W | R | P | Br+ | Br- | +/- |
| ------------ | --- | - | - | - | - | --- | --- | --- |
| Włochy U-20  | 7   | 3 | 2 | 1 | 0 | 3   | 1   | +2  |
| Japonia U-20 | 5   | 3 | 1 | 2 | 0 | 4   | 1   | +3  |
| Ekwador U-20 | 4   | 3 | 1 | 1 | 1 | 2   | 2   | 0   |
| Meksyk U-20  | 0   | 3 | 0 | 0 | 3 | 1   | 6   | -5  |

| 23 maja 2019 18:00 | Meksyk U-20 · Rosa 37' | 1:2(1:1)Raport | Włochy U-20 · 3' Frattesi · 67' Ranieri | Stadion Miejski w Gdyni, Gdynia Widzów: 7 893 Sędzia: Raphael Claus |
|                    |                        |                |                                         |                                                                     |

| 23 maja 2019 20:30 | Japonia U-20 · Yamada 68' | 1:1(0:1)Raport | Ekwador U-20 · 45+1' (sam.) Tagawa | Stadion im. Zdzisława Krzyszkowiaka, Bydgoszcz Widzów: 3 018 Sędzia: Slavko Vinčić |
|                    |                           |                |                                    |                                                                                    |

| 26 maja 2019 15:30 | Meksyk U-20 | 0:3(0:1)Raport | Japonia U-20 · 21', 77' Miyashiro · 52' Tagawa | Stadion Miejski w Gdyni, Gdynia Widzów: 4 930 Sędzia: Daniel Siebert |
|                    |             |                |                                                |                                                                      |

| 26 maja 2019 18:00 | Ekwador U-20 | 0:1(0:1)Raport | Włochy U-20 · 15' Pinamonti | Stadion im. Zdzisława Krzyszkowiaka, Bydgoszcz Widzów: 6 717 Sędzia: Adham Makhadmeh |
|                    |              |                |                             |                                                                                      |

| 29 maja 2019 18:00 | Ekwador U-20 · Plata 12' | 1:0(1:0)Raport | Meksyk U-20 | Stadion Miejski w Gdyni, Gdynia Widzów: 4 208 Sędzia: Ivan Kruzliak |
|                    |                          |                |             |                                                                     |

| 29 maja 2019 18:00 | Włochy U-20 | 0:0Raport | Japonia U-20 | Stadion im. Zdzisława Krzyszkowiaka, Bydgoszcz Widzów: 6 702 Sędzia: Mustapha Ghorbal |
|                    |             |           |              |                                                                                       |

### Grupa C
| Zespół             | Pkt | M | W | R | P | Br+ | Br- | +/- |
| ------------------ | --- | - | - | - | - | --- | --- | --- |
| Urugwaj U-20       | 9   | 3 | 3 | 0 | 0 | 7   | 1   | +6  |
| Nowa Zelandia U-20 | 6   | 3 | 2 | 0 | 1 | 7   | 2   | +5  |
| Norwegia U-20      | 3   | 3 | 1 | 0 | 2 | 13  | 5   | +8  |
| Honduras U-20      | 0   | 3 | 0 | 0 | 3 | 0   | 19  | -19 |

| 24 maja 2019 18:00 | Honduras U-20 | 0:5(0:3)Raport | Nowa Zelandia U-20 · 8' (sam.) Diego · 18', 27' Waine · 52' Singh · 90+2' Conroy | Arena Lublin, Lublin Widzów: 4 484 Sędzia: Alexis Herrera |
|                    |               |                |                                                                                  |                                                           |

| 24 maja 2019 20:30 | Urugwaj U-20 · Gabriel 21' · Ginella 29' · Rodriguez 87' | 3:1(2:0)Raport | Norwegia U-20 · 47' Borchgrevink | Stadion Widzewa Łódź, Łódź Widzów: 4 626 Sędzia: Ismail Elfath |
|                    |                                                          |                |                                  |                                                                |

| 27 maja 2019 18:00 | Honduras U-20 | 0:2(0:1)Raport | Urugwaj U-20 · 41' Acevedo · 90+1' Schiappacasse | Arena Lublin, Lublin Widzów: 6 173 Sędzia: Jesus Gil Manzano |
|                    |               |                |                                                  |                                                              |

| 27 maja 2019 20:30 | Norwegia U-20 | 0:2(0:0)Raport | Nowa Zelandia U-20 · 71' Stensness · 83' (sam.) Kitolano | Stadion Widzewa Łódź, Łódź Widzów: 2 165 Sędzia: Ndala Ngambo |
|                    |               |                |                                                          |                                                               |

| 30 maja 2019 18:00 | Nowa Zelandia U-20 | 0:2(0:1)Raport | Urugwaj U-20 · 40' Nunez · 90+5' Rodriguez | Stadion Widzewa Łódź, Łódź Widzów: 4 385 Sędzia: Adham Makhadmeh |
|                    |                    |                |                                            |                                                                  |

| 30 maja 2019 18:00 | Norwegia U-20 · Håland 7', 20', 36' (k.), 43', 50', 67', 77', 88', 90' · Østigård 30' · Hauge 46' · Markovic 82' | 12:0(5:0)Raport | Honduras U-20 | Arena Lublin, Lublin Widzów: 5 646 Sędzia: Muhammad Bin Jahari |
|                    | |                 |               |                                                                |

### Grupa D
| Zespół                 | Pkt | M | W | R | P | Br+ | Br- | +/- |
| ---------------------- | --- | - | - | - | - | --- | --- | --- |
| Ukraina U-20           | 7   | 3 | 2 | 1 | 0 | 4   | 2   | +2  |
| Stany Zjednoczone U-20 | 6   | 3 | 2 | 0 | 1 | 4   | 2   | +2  |
| Nigeria U-20           | 4   | 3 | 1 | 1 | 1 | 5   | 3   | +2  |
| Katar U-20             | 0   | 3 | 0 | 0 | 3 | 0   | 6   | -6  |

| 24 maja 2019 18:00 | Katar U-20 | 0:4(0:2)Raport | Nigeria U-20 · 12' Effiom · 24' Offia · 68' Dele-Bashiru · 74' Salawudeen | Stadion Miejski w Tychach, Tychy Widzów: 3 010 Sędzia: Fernando Guerrero Ramírez |
|                    |            |                |                                                                           |                                                                                  |

| 24 maja 2019 20:30 | Ukraina U-20 · Bułeca 26' · Popow 51' | 2:1(1:1)Raport | Stany Zjednoczone U-20 · 32' Servania | Stadion Miejski w Bielsku-Białej, Bielsko-Biała Widzów: 4 310 Sędzia: Magutte Ndiaye |
|                    |                                       |                |                                       |                                                                                      |

| 27 maja 2019 18:00 | Katar U-20 | 0:1(0:0)Raport | Ukraina U-20 · 59' Popow | Stadion Miejski w Tychach, Tychy Widzów: 3 513 Sędzia: Héctor Martínez |
|                    |            |                |                          |                                                                        |

| 27 maja 2019 20:30 | Stany Zjednoczone U-20 · Soto 18', 46' | 2:0(1:0)Raport | Nigeria U-20 | Stadion Miejski w Bielsku-Białej, Bielsko-Biała Widzów: 3 427 Sędzia: Benoît Bastien |
|                    |                                        |                |              |                                                                                      |

| 30 maja 2019 20:30 | Nigeria U-20 · Tijani 51' | 1:1(0:1)Raport | Ukraina U-20 · 30' Sikan | Stadion Miejski w Bielsku-Białej, Bielsko-Biała Widzów: 3 143 Sędzia: Fernando Rapallini |
|                    |                           |                |                          |                                                                                          |

| 30 maja 2019 20:30 | Stany Zjednoczone U-20 · Weah 76' | 1:0(0:0)Raport | Katar U-20 | Stadion Miejski w Tychach, Tychy Widzów: 3 651 Sędzia: Abdelkader Zitouni |
|                    |                                   |                |            |                                                                           |

### Grupa E
| Zespół                | Pkt | M | W | R | P | Br+ | Br- | +/- |
| --------------------- | --- | - | - | - | - | --- | --- | --- |
| Francja U-20          | 9   | 3 | 3 | 0 | 0 | 7   | 2   | +5  |
| Mali U-20             | 4   | 3 | 1 | 1 | 1 | 7   | 7   | 0   |
| Panama U-20           | 4   | 3 | 1 | 1 | 1 | 3   | 4   | -1  |
| Arabia Saudyjska U-20 | 0   | 3 | 0 | 0 | 3 | 4   | 8   | -4  |

| 25 maja 2019 18:00 | Francja U-20 · Fofana 43' · Gouiri 75' | 2:0(1:0)Raport | Arabia Saudyjska U-20 | Stadion Miejski w Gdyni, Gdynia Widzów: 6 100 Sędzia: Fernando Rapallini |
|                    |                                        |                |                       |                                                                          |

| 25 maja 2019 18:00 | Panama U-20 · Valanta 87' (k.) | 1:1(0:1)Raport | Mali U-20 · 39' Konté | Stadion im. Zdzisława Krzyszkowiaka, Bydgoszcz Widzów: 2 876 Sędzia: Davide Massa |
|                    |                                |                |                       |                                                                                   |

| 28 maja 2019 18:00 | Panama U-20 | 0:2(0:1)Raport | Francja U-20 · 44' Zagadou · 52' Cuisance | Stadion im. Zdzisława Krzyszkowiaka, Bydgoszcz Widzów: 5 656 Sędzia: Leodán González |
|                    |             |                |                                           |                                                                                      |

| 28 maja 2019 20:30 | Arabia Saudyjska U-20 · Al-Brikan 9' · Al-Tambakti 20' (k.) · Al-Ghannam 63' | 3:4(2:1)Raport | Mali U-20 · 36' Koïta · 54' Koné · 70' Traoré · 90' Camara | Stadion Miejski w Gdyni, Gdynia Widzów: 1 707 Sędzia: Slavko Vincic |
|                    |                                                                              |                |                                                            |                                                                     |

| 31 maja 2019 18:00 | Mali U-20 · Koïta 14' · Diakite 90+6' | 2:3(1:1)Raport | Francja U-20 · 12' Cuisance · 64' (k.) Diaby · 87' Gouiri | Stadion Miejski w Gdyni, Gdynia Widzów: 5 445 Sędzia: Héctor Martínez |
|                    |                                       |                |                                                           |                                                                       |

| 31 maja 2019 18:00 | Arabia Saudyjska U-20 · Feras 53' | 1:2(0:1)Raport | Panama U-20 · 8' Morales · 78' Valanta | Stadion im. Zdzisława Krzyszkowiaka, Bydgoszcz Widzów: 3 305 Sędzia: Ndala Ngambo |
|                    |                                   |                |                                        |                                                                                   |

### Grupa F
| Zespół                 | Pkt | M | W | R | P | Br+ | Br- | +/- |
| ---------------------- | --- | - | - | - | - | --- | --- | --- |
| Argentyna U-20         | 6   | 3 | 2 | 0 | 1 | 8   | 4   | +4  |
| Korea Południowa U-20  | 6   | 3 | 2 | 0 | 1 | 3   | 2   | +1  |
| Portugalia U-20        | 4   | 3 | 1 | 1 | 1 | 2   | 3   | -1  |
| Południowa Afryka U-20 | 1   | 3 | 0 | 1 | 2 | 3   | 7   | -4  |

| 25 maja 2019 15:30 | Portugalia U-20 · Trincão 7' | 1:0(1:0)Raport | Korea Południowa U-20 | Stadion Miejski w Bielsku-Białej, Bielsko-Biała Widzów: 6 344 Sędzia: Abdelkader Zitouni |
|                    |                              |                |                       |                                                                                          |

| 25 maja 2019 20:30 | Argentyna U-20 · Vera 4' · Barco 63' (k.), 71' · Alvarez 78' · Gaich 90+2' | 5:2(1:1)Raport | Południowa Afryka U-20 · 23' Philips · 85' (k.) Foster | Stadion Miejski w Tychach, Tychy Widzów: 8 351 Sędzia: Ivan Kružliak |
|                    |                                                                            |                |                                                        |                                                                      |

| 28 maja 2019 18:00 | Portugalia U-20 | 0:2(0:1)Raport | Argentyna U-20 · 33' Gaich · 84' Perez | Stadion Miejski w Bielsku-Białej, Bielsko-Biała Widzów: 11 874 Sędzia: Ismail Elfath |
|                    |                 |                |                                        |                                                                                      |

| 28 maja 2019 20:30 | Południowa Afryka U-20 | 0:1(0:0)Raport | Korea Południowa U-20 · 69' Hyun-woo | Stadion Miejski w Tychach, Tychy Widzów: 2 698 Sędzia: Fernando Guerrero Ramírez |
|                    |                        |                |                                      |                                                                                  |

| 31 maja 2019 20:30 | Korea Południowa U-20 · Se-hun 42' · Young-wook 58' | 2:1(1:0)Raport | Argentyna U-20 · 89' Ferreira | Stadion Miejski w Tychach, Tychy Widzów: 10 129 Sędzia: Benoît Bastien |
|                    |                                                     |                |                               |                                                                        |

| 31 maja 2019 20:30 | Południowa Afryka U-20 · Monyane 52' (k.) | 1:1(0:1)Raport | Portugalia U-20 · 19' Leao | Stadion Miejski w Bielsku-Białej, Bielsko-Biała Widzów: 7 429 Sędzia: Alexis Herrera |
|                    |                                           |                |                            |                                                                                      |

### Ranking drużyn z trzecich miejsc
| Grupa | Zespół          | Pkt | M | W | R | P | Br+ | Br− | +/− |
| ----- | --------------- | --- | - | - | - | - | --- | --- | --- |
| A     | Polska U-20     | 4   | 3 | 1 | 1 | 1 | 5   | 2   | +3  |
| D     | Nigeria U-20    | 4   | 3 | 1 | 1 | 1 | 5   | 3   | +2  |
| B     | Ekwador U-20    | 4   | 3 | 1 | 1 | 1 | 2   | 2   | 0   |
| E     | Panama U-20     | 4   | 3 | 1 | 1 | 1 | 3   | 4   | -1  |
| F     | Portugalia U-20 | 4   | 3 | 1 | 1 | 1 | 2   | 3   | -1  |
| C     | Norwegia U-20   | 3   | 3 | 1 | 0 | 2 | 13  | 5   | +7  |

W 1/8 finału, gdzie awansują 4 najlepsze zespoły z 3. miejsc, kolejność meczów z tymi drużynami zależy od tego, z jakiej są grupy (kolorem żółtym zaznaczony wariant, który stał się faktem):
| 4 najlepsze zespoły z 3. miejsc | Rywal zwycięzcy grupy A | Rywal zwycięzcy grupy B | Rywal zwycięzcy grupy C | Rywal zwycięzcy grupy D |
| ------------------------------- | ----------------------- | ----------------------- | ----------------------- | ----------------------- |
| A B C D                         | 3. miejsce z grupy C    | 3. miejsce z grupy D    | 3. miejsce z grupy A    | 3. miejsce z grupy B    |
| A B C E                         | 3. miejsce z grupy C    | 3. miejsce z grupy A    | 3. miejsce z grupy B    | 3. miejsce z grupy E    |
| A B C F                         | 3. miejsce z grupy C    | 3. miejsce z grupy A    | 3. miejsce z grupy B    | 3. miejsce z grupy F    |
| A B D E                         | 3. miejsce z grupy D    | 3. miejsce z grupy A    | 3. miejsce z grupy B    | 3. miejsce z grupy E    |
| A B D F                         | 3. miejsce z grupy D    | 3. miejsce z grupy A    | 3. miejsce z grupy B    | 3. miejsce z grupy F    |
| A B E F                         | 3. miejsce z grupy E    | 3. miejsce z grupy A    | 3. miejsce z grupy B    | 3. miejsce z grupy F    |
| A C D E                         | 3. miejsce z grupy C    | 3. miejsce z grupy D    | 3. miejsce z grupy A    | 3. miejsce z grupy E    |
| A C D F                         | 3. miejsce z grupy C    | 3. miejsce z grupy D    | 3. miejsce z grupy A    | 3. miejsce z grupy F    |
| A C E F                         | 3. miejsce z grupy C    | 3. miejsce z grupy A    | 3. miejsce z grupy F    | 3. miejsce z grupy E    |
| A D E F                         | 3. miejsce z grupy D    | 3. miejsce z grupy A    | 3. miejsce z grupy F    | 3. miejsce z grupy E    |
| B C D E                         | 3. miejsce z grupy C    | 3. miejsce z grupy D    | 3. miejsce z grupy B    | 3. miejsce z grupy E    |
| B C D F                         | 3. miejsce z grupy C    | 3. miejsce z grupy D    | 3. miejsce z grupy B    | 3. miejsce z grupy F    |
| B C E F                         | 3. miejsce z grupy E    | 3. miejsce z grupy C    | 3. miejsce z grupy B    | 3. miejsce z grupy F    |
| B D E F                         | 3. miejsce z grupy E    | 3. miejsce z grupy D    | 3. miejsce z grupy B    | 3. miejsce z grupy F    |
| C D E F                         | 3. miejsce z grupy C    | 3. miejsce z grupy D    | 3. miejsce z grupy F    | 3. miejsce z grupy E    |

## Faza pucharowa
W fazie pucharowej uczestniczyło 16 zespołów, które awansowały z fazy grupowej. Ta część rywalizacji składała się z czterech rund, w każdej rundzie odpadała połowa drużyn. Po wyłonieniu czterech najlepszych drużyn turnieju, rozegrane zostały półfinały. Przegrani tych spotkań rozegrały mecz o brązowy medal, zaś zwycięzcy o tytuł mistrzowski. W każdym ze spotkań fazy pucharowej mecz zakończony w regulaminowym czasie remisem musi być rozstrzygnięty poprzez trzydziestominutową dogrywkę. Jeżeli wynik nadal pozostanie nierozstrzygnięty, następuje seria rzutów karnych.
|  |                                |                        |                         |                       |                                |                                |                                |                   |                   |                   |                          |                          |                          |  |  |       |       |       |
|  | 1/8 finału                     | 1/8 finału             | 1/8 finału              |                       |                                | Ćwierćfinały                   | Ćwierćfinały                   | Ćwierćfinały      |                   |                   | Półfinały                | Półfinały                | Półfinały                |  |  | Finał | Finał | Finał |
|  | 1/8 finału                     | 1/8 finału             | 1/8 finału              |                       |                                | Ćwierćfinały                   | Ćwierćfinały                   | Ćwierćfinały      |                   |                   | Półfinały                | Półfinały                | Półfinały                |  |  | Finał | Finał | Finał |
|  | 2 czerwca 2019 – Łódź          |                        |                         |                       |                                |                                |                                |                   |                   |                   |                          |                          |                          |  |  |       |       |       |
|  |                                |                        |                         |                       |                                |                                |                                |                   |                   |                   |                          |                          |                          |  |  |       |       |       |
|  | Kolumbia U-20                  | Kolumbia U-20          | 1 (5)                   |                       |                                |                                |                                |                   |                   |                   |                          |                          |                          |  |  |       |       |       |
|  | Kolumbia U-20                  | Kolumbia U-20          | 1 (5)                   | 7 czerwca 2019 – Łódź |                                |                                |                                |                   |                   |                   |                          |                          |                          |  |  |       |       |       |
|  | Nowa Zelandia U-20             | Nowa Zelandia U-20     | 1 (4)                   |                       |                                |                                |                                |                   |                   |                   |                          |                          |                          |  |  |       |       |       |
|  | Nowa Zelandia U-20             | Nowa Zelandia U-20     | 1 (4)                   |                       |                                | Kolumbia U-20                  | Kolumbia U-20                  | 0                 |                   |                   |                          |                          |                          |  |  |       |       |       |
|  | 3 czerwca 2019 – Tychy         |                        |                         |                       |                                | Kolumbia U-20                  | Kolumbia U-20                  | 0                 |                   |                   |                          |                          |                          |  |  |       |       |       |
|  |                                |                        | Ukraina U-20            | Ukraina U-20          | 1                              |                                |                                |                   |                   |                   |                          |                          |                          |  |  |       |       |       |
|  | Ukraina U-20                   | Ukraina U-20           | Ukraina U-20            | Ukraina U-20          | 1                              | 4                              |                                |                   |                   |                   |                          |                          |                          |  |  |       |       |       |
|  | Ukraina U-20                   | Ukraina U-20           |                         |                       |                                | 4                              | 11 czerwca 2019 – Gdynia       |                   |                   |                   |                          |                          |                          |  |  |       |       |       |
|  | Panama U-20                    | Panama U-20            | 1                       |                       |                                |                                |                                |                   |                   |                   |                          |                          |                          |  |  |       |       |       |
|  | Panama U-20                    | Panama U-20            | 1                       |                       |                                | Ukraina U-20                   | Ukraina U-20                   | 1                 |                   |                   |                          |                          |                          |  |  |       |       |       |
|  | 2 czerwca 2019 – Gdynia        |                        |                         |                       |                                | Ukraina U-20                   | Ukraina U-20                   | 1                 |                   |                   |                          |                          |                          |  |  |       |       |       |
|  |                                |                        | Włochy U-20             | Włochy U-20           | 0                              |                                |                                |                   |                   |                   |                          |                          |                          |  |  |       |       |       |
|  | Włochy U-20                    | Włochy U-20            | Włochy U-20             | Włochy U-20           | 0                              | 1                              |                                |                   |                   |                   |                          |                          |                          |  |  |       |       |       |
|  | Włochy U-20                    | Włochy U-20            | 7 czerwca 2019 – Tychy  |                       |                                | 1                              |                                |                   |                   |                   |                          |                          |                          |  |  |       |       |       |
|  | Polska U-20                    | Polska U-20            | 0                       |                       |                                |                                |                                |                   |                   |                   |                          |                          |                          |  |  |       |       |       |
|  | Polska U-20                    | Polska U-20            | 0                       |                       |                                | Włochy U-20                    | Włochy U-20                    | 4                 |                   |                   |                          |                          |                          |  |  |       |       |       |
|  | 4 czerwca 2019 – Bielsko-Biała |                        |                         |                       |                                | Włochy U-20                    | Włochy U-20                    | 4                 |                   |                   |                          |                          |                          |  |  |       |       |       |
|  |                                |                        | Mali U-20               | Mali U-20             | 2                              |                                |                                |                   |                   |                   |                          |                          |                          |  |  |       |       |       |
|  | Argentyna U-20                 | Argentyna U-20         | Mali U-20               | Mali U-20             | 2                              | 2 (4)                          |                                |                   |                   |                   |                          |                          |                          |  |  |       |       |       |
|  | Argentyna U-20                 | Argentyna U-20         |                         |                       |                                | 2 (4)                          | 15 czerwca 2019 – Łódź         |                   |                   |                   |                          |                          |                          |  |  |       |       |       |
|  | Mali U-20                      | Mali U-20              | 2 (5)                   |                       |                                |                                |                                |                   |                   |                   |                          |                          |                          |  |  |       |       |       |
|  | Mali U-20                      | Mali U-20              | 2 (5)                   |                       |                                | Ukraina U-20                   | Ukraina U-20                   | 3                 |                   |                   |                          |                          |                          |  |  |       |       |       |
|  | 4 czerwca 2019 – Bydgoszcz     |                        |                         |                       |                                | Ukraina U-20                   | Ukraina U-20                   | 3                 |                   |                   |                          |                          |                          |  |  |       |       |       |
|  |                                |                        | Korea Południowa U-20   | Korea Południowa U-20 | 1                              |                                |                                |                   |                   |                   |                          |                          |                          |  |  |       |       |       |
|  | Francja U-20                   | Francja U-20           | Korea Południowa U-20   | Korea Południowa U-20 | 1                              | 2                              |                                |                   |                   |                   |                          |                          |                          |  |  |       |       |       |
|  | Francja U-20                   | Francja U-20           | 8 czerwca 2019 – Gdynia |                       |                                | 2                              |                                |                   |                   |                   |                          |                          |                          |  |  |       |       |       |
|  | Stany Zjednoczone U-20         | Stany Zjednoczone U-20 | 3                       |                       |                                |                                |                                |                   |                   |                   |                          |                          |                          |  |  |       |       |       |
|  | Stany Zjednoczone U-20         | Stany Zjednoczone U-20 | 3                       |                       |                                | Stany Zjednoczone U-20         | Stany Zjednoczone U-20         | 1                 |                   |                   |                          |                          |                          |  |  |       |       |       |
|  | 3 czerwca 2019 – Lublin        |                        |                         |                       |                                | Stany Zjednoczone U-20         | Stany Zjednoczone U-20         | 1                 |                   |                   |                          |                          |                          |  |  |       |       |       |
|  |                                |                        | Ekwador U-20            | Ekwador U-20          | 2                              |                                |                                |                   |                   |                   |                          |                          |                          |  |  |       |       |       |
|  | Urugwaj U-20                   | Urugwaj U-20           | Ekwador U-20            | Ekwador U-20          | 2                              | 1                              |                                |                   |                   |                   |                          |                          |                          |  |  |       |       |       |
|  | Urugwaj U-20                   | Urugwaj U-20           |                         |                       |                                | 1                              | 11 czerwca 2019 – Lublin       |                   |                   |                   |                          |                          |                          |  |  |       |       |       |
|  | Ekwador U-20                   | Ekwador U-20           | 3                       |                       |                                |                                |                                |                   |                   |                   |                          |                          |                          |  |  |       |       |       |
|  | Ekwador U-20                   | Ekwador U-20           | 3                       |                       |                                | Ekwador U-20                   | Ekwador U-20                   | 0                 |                   |                   |                          |                          |                          |  |  |       |       |       |
|  | 4 czerwca 2019 – Lublin        |                        |                         |                       |                                | Ekwador U-20                   | Ekwador U-20                   | 0                 |                   |                   |                          |                          |                          |  |  |       |       |       |
|  |                                |                        | Korea Południowa U-20   | Korea Południowa U-20 | 1                              |                                |                                | Mecz o 3. miejsce | Mecz o 3. miejsce | Mecz o 3. miejsce |                          |                          |                          |  |  |       |       |       |
|  | Japonia U-20                   | Japonia U-20           | Korea Południowa U-20   | Korea Południowa U-20 | 1                              | 0                              |                                |                   |                   | Mecz o 3. miejsce |                          |                          |                          |  |  |       |       |       |
|  | Japonia U-20                   | Japonia U-20           |                         |                       | 8 czerwca 2019 – Bielsko-Biała | 8 czerwca 2019 – Bielsko-Biała | 8 czerwca 2019 – Bielsko-Biała |                   |                   |                   | 14 czerwca 2019 – Gdynia | 14 czerwca 2019 – Gdynia | 14 czerwca 2019 – Gdynia |  |  |       |       |       |
|  | Korea Południowa U-20          | Korea Południowa U-20  | 1                       |                       | 8 czerwca 2019 – Bielsko-Biała | 8 czerwca 2019 – Bielsko-Biała | 8 czerwca 2019 – Bielsko-Biała |                   |                   |                   | 14 czerwca 2019 – Gdynia | 14 czerwca 2019 – Gdynia | 14 czerwca 2019 – Gdynia |  |  |       |       |       |
|  | Korea Południowa U-20          | Korea Południowa U-20  | 1                       |                       |                                | Korea Południowa U-20          | Korea Południowa U-20          | 3 (3)             | Włochy U-20       | Włochy U-20       | 0                        |                          |                          |  |  |       |       |       |
|  | 3 czerwca 2019 – Łódź          |                        |                         |                       |                                | Korea Południowa U-20          | Korea Południowa U-20          | 3 (3)             | Włochy U-20       | Włochy U-20       | 0                        |                          |                          |  |  |       |       |       |
|  |                                |                        | Senegal U-20            | Senegal U-20          | 3 (2)                          |                                |                                | Ekwador U-20      | Ekwador U-20      | 1                 |                          |                          |                          |  |  |       |       |       |
|  | Senegal U-20                   | Senegal U-20           | Senegal U-20            | Senegal U-20          | 3 (2)                          | 2                              |                                | Ekwador U-20      | Ekwador U-20      | 1                 |                          |                          |                          |  |  |       |       |       |
|  | Senegal U-20                   | Senegal U-20           |                         |                       |                                |                                |                                |                   |                   |                   |                          |                          |                          |  |  |       |       |       |
|  | Nigeria U-20                   | Nigeria U-20           | 1                       |                       |                                |                                |                                |                   |                   |                   |                          |                          |                          |  |  |       |       |       |
|  | Nigeria U-20                   | Nigeria U-20           | 1                       |                       |                                |                                |                                |                   |                   |                   |                          |                          |                          |  |  |       |       |       |

UWAGA: W nawiasach podane są wyniki po rzutach karnych.

### 1/8 finału
| 2 czerwca 2019 17:30 | Włochy U-20 · Pinamonti 38' (k.) | 1:0(1:0)Raport | Polska U-20 | Stadion Miejski w Gdyni, Gdynia Widzów: 10 232 Sędzia: Jesus Gil Manzano |
|                      |                                  |                |             |                                                                          |

| 2 czerwca 2019 20:30                                                                                        | Kolumbia U-20 · Reyes 11' | 1:1 po dogrywce k. 5:4(1:1, 1:1)Raport                                                                       | Nowa Zelandia U-20 · 35' Just | Stadion Widzewa Łódź, Łódź Widzów: 9 283 Sędzia: Ahmed Al-Kaf |
| |                           | |                               |                                                               |
| |                           | Rzuty karne                                                                                                  |                               |                                                               |
| Brayan Vera · Johan Carbonero · Andres Perea · Luis Sandoval · Ivan Angulo · Andres Balanta · Carlos Cuesta |                           | Sarpreet Singh · Joe Bell · Max Mata · Gianni Stensness · Callum Mccowatt · Liberato Cacace · Matthew Conroy |                               |                                                               |

| 3 czerwca 2019 17:30 | Urugwaj U-20 · Araujo 11' | 1:3(1:1)Raport | Ekwador U-20 · 31' (k.) Alvarado · 75' Quintero · 83' (k.) Plata | Arena Lublin, Lublin Widzów: 10 562 Sędzia: Michael Oliver |
|                      |                           |                |                                                                  |                                                            |

| 3 czerwca 2019 17:30 | Ukraina U-20 · Sikan 23', 45+1' · Popow 41' · Bułeca 83' | 4:1(3:0)Raport | Panama U-20 · 50' Walker | Stadion Miejski w Tychach, Tychy Widzów: 7 219 Sędzia: Leodán González |
|                      |                                                          |                |                          |                                                                        |

| 3 czerwca 2019 20:30 | Senegal U-20 · Sagna 36' · Niane 45+3' | 2:1(2:0)Raport | Nigeria U-20 · 50' Makanjuola | Stadion Widzewa Łódź, Łódź Widzów: 6 854 Sędzia: Davide Massa |
|                      |                                        |                |                               |                                                               |

| 4 czerwca 2019 17:30 | Japonia U-20 | 0:1(0:0)Raport | Korea Południowa U-20 · 84' Se-hun | Arena Lublin, Lublin Widzów: 10 021 Sędzia: Magutte Ndiaye |
|                      |              |                |                                    |                                                            |

| 4 czerwca 2019 17:30 | Francja U-20 · Gouiri 41' · Alioui 55' | 2:3(1:1)Raport | Stany Zjednoczone U-20 · 25', 74' Soto · 83' Rennicks | Stadion im. Zdzisława Krzyszkowiaka, Bydgoszcz Widzów: 8 469 Sędzia: Raphael Claus |
|                      |                                        |                |                                                       |                                                                                    |

| 4 czerwca 2019 20:30                                                        | Argentyna U-20 · Gaich 49' · Diaby 91' (sam.) | 2:2 po dogrywce k. 4:5(0:0, 1:1)Raport                                         | Mali U-20 · 67' Diaby · 120+1' Konté | Stadion Miejski w Bielsku-Białej, Bielsko-Biała Widzów: 9 146 Sędzia: Fernando Guerrero Ramírez |
|                                                                             |                                               |                                                                                |                                      |                                                                                                 |
|                                                                             |                                               | Rzuty karne                                                                    |                                      |                                                                                                 |
| Nehuen Perez · Tomas Chancalay · Adolfo Gaich · Santiago Sosa · Fausto Vera |                                               | Hadji Drame · Boubacar Traoré · Sékou Koïta · Abdoulaye Diaby · Sambou Sissoko |                                      |                                                                                                 |

### Ćwierćfinały
| 7 czerwca 2019 15:30 | Kolumbia U-20 | 0:1(0:1)Raport | Ukraina U-20 · 11' Sikan | Stadion Widzewa Łódź, Łódź Widzów: 8 443 Sędzia: Mustapha Ghorbal |
|                      |               |                |                          |                                                                   |

| 7 czerwca 2019 18:30 | Włochy U-20 · Koné 12' (sam.) · Pinamonti 60', 83' (k.) · Frattesi 84' | 4:2(1:1)Raport | Mali U-20 · 38' Koïta · 79' Camara | Stadion Miejski w Tychach, Tychy Widzów: 11 567 Sędzia: Ismail Elfath |
|                      |                                                                        |                |                                    |                                                                       |

| 8 czerwca 2019 17:30 | Stany Zjednoczone U-20 · Weah 36' | 1:2(1:2)Raport | Ekwador U-20 · 30' Cifuenters · 43' Espinoza | Stadion Miejski w Gdyni, Gdynia Widzów: 6 389 Sędzia: Benoît Bastien |
|                      |                                   |                |                                              |                                                                      |

| 8 czerwca 2019 20:30                                                | Korea Południowa U-20 · Kang-in 62' (k.) · Ji-sol 90+8' · Young-wook 96' | 3:3 po dogrywce k. 3:2(0:1, 2:2)Raport                                    | Senegal U-20 · 32' Diagne · 76' (k.) Niane · 120+1' Ciss | Stadion Miejski w Bielsku-Białej, Bielsko-Biała Widzów: 10 627 Sędzia: Leodán González |
|                                                                     |                                                                          |                                                                           |                                                          |                                                                                        |
|                                                                     |                                                                          | Rzuty karne                                                               |                                                          |                                                                                        |
| Kim Jung-min · Cho Young-wook · Won-Sang Eom · Choi Jun · Oh Se-hun |                                                                          | Mamadou Danfa · Mamadou Mbow · Amadou Ciss · Amadou Ndiaye · Cavin Diagne |                                                          |                                                                                        |

### Półfinały
| 11 czerwca 2019 17:30 | Ukraina U-20 · Bułeca 65' | 1:0(0:0)Raport | Włochy U-20 | Stadion Miejski w Gdyni, Gdynia Widzów: 7 776 Sędzia: Raphael Claus |
|                       |                           |                |             |                                                                     |

| 11 czerwca 2019 20:30 | Ekwador U-20 | 0:1(0:1)Raport | Korea Południowa U-20 · 39' Jun | Arena Lublin, Lublin Widzów: 12 614 Sędzia: Michael Oliver |
|                       |              |                |                                 |                                                            |

### Mecz o 3. miejsce
| 14 czerwca 2019 20:30 | Włochy U-20 | 0:1 po dogrywce(0:0, 0:0) | Ekwador U-20 · 104' Mina | Stadion Miejski w Gdyni, Gdynia Widzów: 8 937 Sędzia: Jesus Gil Manzano |
|                       |             |                           |                          |                                                                         |

### Finał
| 15 czerwca 2019 18:00 | Ukraina U-20 · Supriaha 34', 53' Citaiszwili 89' | 3:1(1:1) | Korea Południowa U-20 · 5' (k.) Kang-In | Stadion Widzewa Łódź, Łódź Widzów: 16 344 Sędzia: Ismail Elfath |
|                       |                                                  |          |                                         |                                                                 |

## Strzelcy
Bramki z serii rzutów karnych nie są wliczane do klasyfikacji strzelców

### 9 goli
- Erling Braut Håland

### 4 gole
- Amadou Sagna
- Sebastian Soto
- Danyło Sikan
- Andrea Pinamonti

### 3 gole
- Adolfo Gaich
- Amine Gouiri
- Cucho Hernández
- Sékou Koïta
- Ibrahima Niane
- Serhij Bułeca
- Denys Popow

### 2 gole
- Firas Al-Buraikan
- Ezequiel Barco
- Gonzalo Plata
- Mickaël Cuisance
- Taisei Miyashiro
- Luis Sinisterra
- Oh Se-Hun
- Lee Kang-In
- Cho Young-Wook
- Mohamed Camara
- Boubacar Konté
- Ben Waine
- Diego Valanta
- Dominik Steczyk
- Timothy Weah
- Władysław Supriaha
- Darwin Núñez
- Brian Rodríguez
- Davide Frattesi

### 1 gol
- Khalid Al-Ghannam
- Hassan Al-Tambakti
- Julián Álvarez
- Cristian Ferreira
- Nehuén Pérez
- Fausto Vera
- Alexander Alvarado
- Jose Cifuentes
- Jhon Espinoza
- Richard Mina
- Sergio Quintero
- Nabil Alioui
- Moussa Diaby
- Youssouf Fofana
- Dan-Axel Zagadou
- Kyōsuke Tagawa
- Kota Yamada
- Iván Angulo
- Deiber Caicedo
- Andrés Reyes
- Luis Sandoval
- Choi Jun
- Lee Ji-Sol
- Kim Hyun-Woo
- Abdoulaye Diaby
- Ousmane Diakite
- Ibrahima Koné
- Boubacar Traoré
- Roberto Carlos de la Rosa
- Tom Dele-Bashiru
- Maxwell Effiom
- Success Makanjuola
- Okechukwu Offia
- Aliu Salawudeen
- Muhamed Tijani
- Christian Borchgrevink
- Jens Hauge
- Eman Markovic
- Leo Skiri Østigård
- Matt Conroy
- Elijah Just
- Sarpreet Singh
- Gianni Stensness
- Axel McKenzie
- Ernesto Walker
- Jakub Bednarczyk
- Adrian Benedyczak
- Marcel Zylla
- Rafael Leão
- Francisco Trincão
- Lyle Foster
- James Monyane
- Keenan Phillips
- Amadou Ciss
- Cavin Diagné
- Dion Lopy
- Justin Rennicks
- Brandon Servania
- Heorhij Citaiszwili
- Nicolás Acevedo
- Ronald Araujo
- Francisco Ginella
- Nicolás Schiappacasse
- Luca Ranieri

### Gole samobójcze
- Darwin Diego (dla Nowej Zelandii)
- Kyōsuke Tagawa (dla Ekwadoru)
- Abdoulaye Diaby (dla Argentyny)
- Ibrahima Koné (dla Włoch)
- John Kitolano (dla Nowej Zelandii)

## Klasyfikacja końcowa
Jeśli po 120 minutach dogrywki mecz pozostanie nierozstrzygnięty wówczas do ogólnej punktacji zespołu odpadającego, jak i awansującego do dalszej fazy turnieju po rzutach karnych dolicza się jeden punkt, przyjmując że mecz zakończył się remisem.
| Miejsce                        | Reprezentacja          | Mecze | Punkty | Bramki +/- | Bramki zdobyte |
| ------------------------------ | ---------------------- | ----- | ------ | ---------- | -------------- |
| 1.                             | Ukraina U-20           | 7     | 19     | +9         | 13             |
| 2.                             | Korea Południowa U-20  | 7     | 13     | +1         | 9              |
| 3.                             | Ekwador U-20           | 7     | 13     | +3         | 8              |
| 4.                             | Włochy U-20            | 7     | 13     | +3         | 8              |
| Wyeliminowane w ćwierćfinale   |                        |       |        |            |                |
| 5.                             | Senegal U-20           | 5     | 11     | +6         | 10             |
| 6.                             | Stany Zjednoczone U-20 | 5     | 9      | +2         | 8              |
| 7.                             | Kolumbia U-20          | 5     | 7      | +5         | 9              |
| 8.                             | Mali U-20              | 5     | 5      | -2         | 11             |
| Wyeliminowane w 1/8 finału     |                        |       |        |            |                |
| 9.                             | Francja U-20           | 4     | 9      | +4         | 9              |
| 10.                            | Urugwaj U-20           | 4     | 9      | +4         | 8              |
| 11.                            | Nowa Zelandia U-20     | 4     | 7      | +5         | 8              |
| 12.                            | Argentyna U-20         | 4     | 7      | +4         | 10             |
| 13.                            | Japonia U-20           | 4     | 5      | +2         | 4              |
| 14.                            | Polska U-20            | 4     | 4      | +2         | 5              |
| 15.                            | Nigeria U-20           | 4     | 4      | +1         | 6              |
| 16.                            | Panama U-20            | 4     | 4      | -4         | 4              |
| Wyeliminowane w fazie grupowej |                        |       |        |            |                |
| 17.                            | Portugalia U-20        | 3     | 4      | -1         | 2              |
| 18.                            | Norwegia U-20          | 3     | 3      | +8         | 13             |
| 19.                            | Południowa Afryka U-20 | 3     | 1      | -5         | 2              |
| 20.                            | Arabia Saudyjska U-20  | 3     | 0      | -4         | 4              |
| 21.                            | Meksyk U-20            | 3     | 0      | -5         | 1              |
| 22.                            | Katar U-20             | 3     | 0      | -6         | 0              |
| 23.                            | Tahiti U-20            | 3     | 0      | -14        | 0              |
| 24.                            | Honduras U-20          | 3     | 0      | -19        | 0              |